# Ghiacciaio Lovell
Il ghiacciaio Lovell è un ghiacciaio lungo circa 45 km che nasce nell'entroterra della costa sud-occidentale dell'isola Alessandro I, al largo della costa della Terra di Palmer, in Antartide. Il ghiacciaio, il cui punto più alto si trova a circa 600 m s.l.m., fluisce verso sud-ovest a partire dai nunatak Dione fino a entrare nella costa orientale dell'insenatura di Stravinsky.

## Storia
Il ghiacciaio Lovell è stato fotografato dal cielo già durante la spedizione antartica di ricerca svolta nel 1947-48 e comandata da Finn Rønne, ed è stato delineato più dettagliatamente nel 1960 da D. Searle, cartografo del British Antarctic Survey (al tempo ancora chiamato "Falkland Islands Dependencies Survey", FIDS), sulla base di fotografie aeree scattate tale spedizione; infine è stato così battezzato dal Comitato britannico per i toponimi antartici in onore dell'astronomo britannico Sir Alfred Charles Bernard Lovell.